# Paternius Maternus

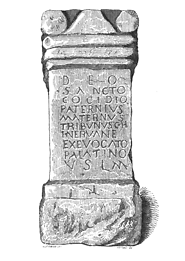
Die Inschrift

Paternius Maternus (sein Praenomen ist nicht bekannt) war ein im 3. Jahrhundert n. Chr. lebender Angehöriger des römischen Ritterstandes (Eques).
Durch eine Inschrift, die beim Castra Exploratorum gefunden wurde, ist belegt, dass Maternus in der zweiten Hälfte des 3. Jhd. Tribun der Cohors I Nervana war, die zu diesem Zeitpunkt in der Provinz Britannia stationiert war.